# South Harrow (metrostation)
South Harrow is een station van de metro van Londen aan de Piccadilly Line. Het station is geopend in 1903 en in 1935 vervangen door een nieuw gebouw ontworpen door Charles Holden.

## Geschiedenis
Op 23 juni 1903 kreeg de District Railway (DR) een noordtak vanuit Ealing Common naar Park Royal & Twyford Abbey, waar kort daarvoor het terrein voor tuinbouwtentoonstellingen was geopend door de Royal Agricultural Society, op 28 juni 1903 volgde de verlenging van deze tak tot South Harrow. De noordtak was het eerste deel van de DR dat geëlektrificeerd was. De toen bestaande diep gelegen lijnen, City and South London Railway, Waterloo and City Railway en Central London Railway, waren van meet af aan geëlektrificeerd. Het stationsgebouw in landelijke stijl onderaan de zuidrand van de heuvel waar Harrow op ligt gebouwd. Gedurende bijna zeven jaar was het station het noordelijke eindpunt van de DR totdat op 1 maart  1910 de brug over de Roxeth Marsh gereed was. De stenen boogbrug tussen South Harrow en Rayners Lane was destijds een technisch hoogstandje. Dankzij het viaduct kon de DR doorrijden tot Uxbridge waarbij ten westen van Rayners Lane gebruik gemaakt werd van de sporen van de Metropolitan Railway (MR), de latere Metropolitan Line.
In 1925, twee jaar na de grote reorganisatie van de Britse spoorwegen, gaf de LNER haar verzet tegen de verlenging van de Great Northern Piccadilly & Brompton Railway (GNP&BR) aan de oostkant van de stad op waarmee de weg vrij kwam voor verlengingen van de lijn aan beide uiteinden. De westelijke verlenging bestond uit eigen sporen tussen Hammersmith en Acton Town en de overname van de noordtak van de DR. 
Op 4 juli 1932 begonnen de diensten van de Piccadilly ten westen van het oorspronkelijke eindpunt in Hammersmith. Van Ealing Common naar South Harrow werd de District Line vervangen door de Piccadilly Line terwijl de DR tussen South Harrow en Uxbridge een pendeldienst onderhield. Op 1 juli 1933 werd het OV in Londen genationaliseerd in de London Passenger Transport Board die alle voormalige metrobedrijven de uitgang Line gaf zodat de GNP&BR, Piccadilly Line werd en MR en DR respectievelijk Metropolitan Line en District Line werden. Op 22 oktober 1933 werd de pendeldienst naar Uxbridge beëindigd en sindsdien rijdt de Piccadilly Line van en naar Uxbridge. 

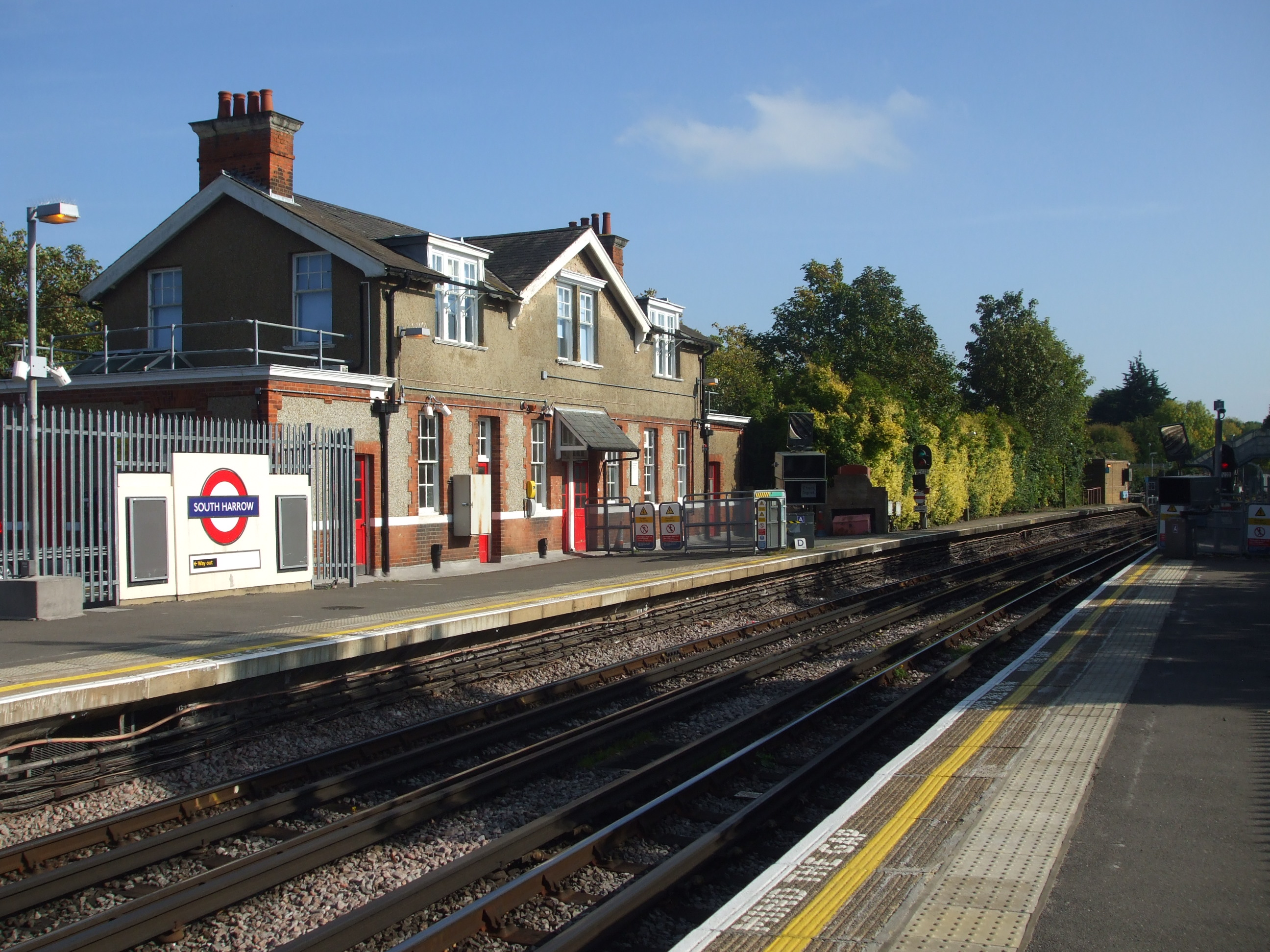
Het stationsgebouw uit 1903.
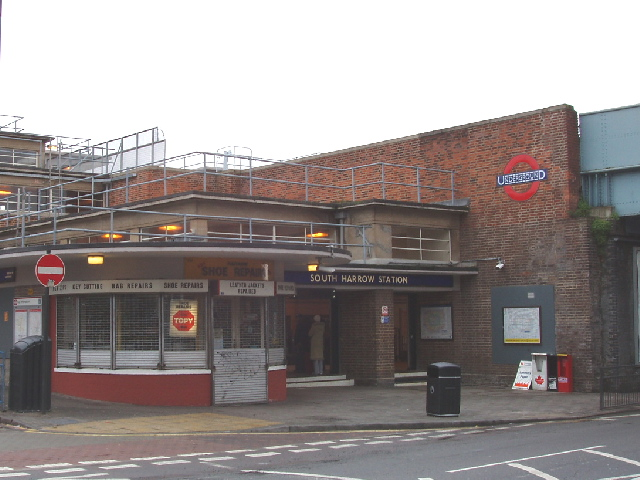
Het stationsgebouw uit 1935.
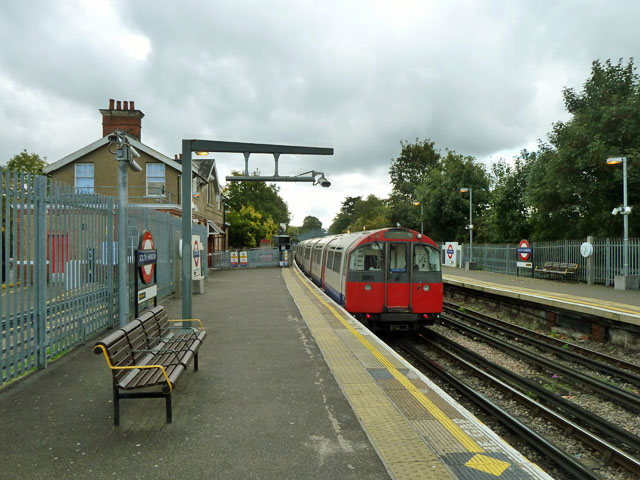
Een metro vertrekt richting de stad.

## Ligging en inrichting
Het station ligt aan de Northolt Road (A312). Het station bevindt zich in Travelcard Zone 5. Er zijn verschillende bushaltes buiten het station en ten zuiden van het station ligt een opstelterrein voor metrostellen. Het oorspronkelijke stationsgebouw staat ongeveer 170 meter ten zuiden van het stationsgebouw aan de Northolt Road aan de South Hill Avenue. Het is vergelijkbaar met dat van North Ealing dat daar nog steeds in gebruik is voor reizigersverkeer, het oude station bij South Harrow wordt  door de Londense metro gebruikt als personeelsverblijf  voor machinisten voor en na het stallen van metro's op het opstelterrein en bij de aflossing van dienst. Op North Ealing na kregen alle stations van de noordtak van de DR nieuwe stationsgebouwen in het kader van de overgang naar de Piccadilly. 
Het nieuwe station bij South Harrow kwam onder het bruggenhoofd bij de Northolt Road en werd op 5 juli 1935 geopend. Het nieuwe stationsgebouw werd ontworpen door Charles Holden als een getrapte structuur die aan weerszijden van de hooggelegen sporen oploopt naar de perrons. De bakstenen muren en linten van horizontale beglazing zijn afgedekt met een reeks platte betonnen daken.

## Opstelterrein
De 5 op het westen gerichte kopsporen liggen ten zuidoosten van South Harrow en zijn toegankelijk vanaf beide doorgaande sporen via overloopwissels. Ze worden voornamelijk gebruikt om de metrostellen na afloop van de dienst te stallen en indien nodig ook door treinen van de technische dienst.
Tot de zomer van 2015 waren er negen stellen ex-Jubilee Line TS1983 opgeslagen nadat ze in 1998 waren afgevoerd ter voorbereiding op de Jubilee Line Extension (JLE) en de instroom van TS1996. De metrostellen waren in zwaar vernielde staat na zeventien jaar buiten dienst en hadden langer in opslag doorgebracht dan hun veertien jaar in operationele dienst op de Jubilee-lijn. Alle negen stellen werden in het weekend van 27/28 juni 2015 verwijderd voor sloop, waarbij ze tijdens een weekendafsluiting op diepladers werd gehesen. De stallingscapaciteit was toen nodig om de introductie van de Night Tube op bepaalde delen van de Piccadilly-lijn te vergemakkelijken.
Tussen 1999 en 2004 was een metrostel van materieel TS1972 (Mark I) gestald op de opstelsporen. Dit betrof treinstel 3227 dat was geschilderd in een experimentele kleurstelling van blauwe deuren en rode cabine-uiteinden. Het werd na een storing bij Edgware door de Northern Line afgevoerd. Net als de stellen TS1983 leed het onder vandalisme en in 2004 werd het afgevoerd MOD Shoeburyness voor opslag en sloop. Naast dit metrostel werden ook stel 3205 en een derde exemplaar van de serie TS1972 opgeslagen bij South Harrow. De 3205 was in oorspronkelijke staat en werd eveneens gesloopt. Het derde stel verbleef slechts kort bij South Harrow voordat het voor filmdoeleinden in Aldwych geplaatst werd.

## Reizigersdienst
De normale dienst tijdens de daluren omvat:
- 6 ritten per uur naar Cockfosters
- 3 ritten per uur naar Uxbridge via Rayners Lane
- 3 ritten per uur naar Rayners Lane

Tijdens de spits geldt:
- 12 ritten per uur naar Cockfosters
- 8 ritten per uur naar Uxbridge via Rayners Lane
- 4 ritten per uur naar Rayners Lane

## Fotoarchief
- Harrow.gov.uk, South Harrow station, 1913
- London's Transport Museum Photographic Archive
  - South Harrow station, 1926
  - Stationshal, 1928
  - Perrons, 1932
  - Nieuw station, 1935
  - Stationshal, 1935
  - Stationshal, 1958